# Erik Van Looy
Pour les articles homonymes, voir Van Looy.
Erik Ludovicus Maria Van Looy, né à Deurne (Anvers) le 26 avril 1962, est un réalisateur belge néerlandophone, aussi personnalité de la télévision et animateur de quiz télévisés.

## Filmographie

### Comme réalisateur
- 1993 : Ad fundum
- 1999 : Shades
- 2003 : La Mémoire du tueur
- 2008 : Loft
- 2014 : Vertiges (The Loft)
- 2016 : Menace sur la Maison Blanche (De premier)

### Comme scénariste
- 2003 : La Mémoire du tueur
- 2009 : Dossier K.
- 2016 : Menace sur la Maison Blanche (De premier)

### Comme animateur
- De Slimste Mens ter Wereld (nl)